# The Waylors
The Waylors waren eine US-amerikanische Country-, Folk- und Rock-’n’-Roll-Band und außerdem die Begleitband von Waylon Jennings.

## Geschichte
Die Waylors wurden Ende 1960 von Waylon Jennings in Phoenix, Arizona, gegründet, der vorher mit Buddy Holly gespielt hatte und zu dieser Zeit noch stark vom Rock ’n’ Roll beeinflusst war. Schnell bekamen sie einen festen Platz in Jim Musils Bar At JD's, damals der größte Club in Arizona. Auf Musils Label BAT Records wurden 1963 zwei Singles produziert, bei denen aber nur Jennings Erwähnung fand. Das erste Album Waylon Jennings at JD’s nahmen sie 1964 auf und verkaufte sich regional durchaus gut. In dieser Zeit entwickelte sich ein typischer Sound der Band. Charakteristisch waren die elektronisch verstärkten Instrumente. Das Schlagzeug war häufig nur als Side stick  (Anschlag des Spannreifens der Snare bei aufgelegtem Stock) zu hören. Man mischte Rock ’n’ Roll mit Country und Folk – eine Mischung, die bei dem Publikum gut ankam. Der Erfolg der Waylors beschränkte sich nun nicht mehr auf die gut besuchten Auftritte bei JD's, sondern es folgten nun weitere Engagements, wie beispielsweise im Cowtown Jamboree aus Fort Worth, Texas. Jennings begann 1964, weitere Singles einzuspielen.
1965 bekam Jennings durch die steigende Popularität einen Plattenvertrag bei RCA Records. Die Waylors wurden als Begleitband nur noch teilweise übernommen, da RCA sowie die anderen Majorlabels der damaligen Zeit auf Studiomusiker aus Nashville setzten, die den sogenannten „Nashville Sound“ spielten. Jennings erreichte daraufhin erstmals die Hitparaden. Das erste RCA-Album Folk Country vom Sommer 1965 wurde unter anderem mit Gropp und Albright eingespielt. Bis 1968 waren beide Musiker bei den Sessions anwesend; Gropp verließ die Band aber 1968.
In den 1970er-Jahren, als Jennings zunehmend Freiheiten hinsichtlich des Repertoires und der Produktion bekam, kamen die Waylors wieder mit ihm zusammen ins Studio. Für das Soundtrack-Album Mackintosh & T.J. zum gleichnamigen Film (mit Roy Rogers in der Hauptrolle) aus dem Jahr 1976 spielten die Waylors einige Instrumentalstücke ein. Unterstützt wurden sie dabei von Musikern wie Johnny Gimble (Fiddle) oder Ralph Mooney (Steel Guitar). Von den alten Mitgliedern, die die Band Anfang der 1960er-Jahre gegründet hatten, war nur noch Schlagzeuger Richard Albright dabei.
Bis in die 1980er-Jahre blieben die Waylors Jennings’ Tourgruppe. Im Jahre 1980 bestand die Besetzung aus Richard Albright, Rance Wasson (Gitarre), Gordon Payne (Gitarre), Jerry Bridges (Bass), Ralph Mooney (Steel Guitar), Cliff Robertson (Klavier) und Carter Robertson (Gesang).
1998 traten die Waylors erneut mit einer neuen Besetzung zu Ehren Waylon Jennings bei Chet Atkins’ Musikfestival Chettie Award im Ryman Auditorium  auf. 2002 gingen sie dann noch einmal auf Tournee durch die USA. Heute spielen die Waylors nicht mehr, da sich die ehemaligen Bandmitglieder anderen Interessensgebieten gewidmet haben oder bereits verstorben sind.

## Diskographie

### Singles
- 1976: Crazy Arms / Shopping (RCA)

### Alben
- 1964: Waylon Jennings at JD's
- 1976: Mackintosh & T.J. (Soundtrack)